# 한시윤
한시윤(본명: 박진아, 1983년 11월 25일~)는 대한민국의 모델, 배우이다.

## 학력 및 경력
- 고등학교 재학 중 가수 지망생이었으나[2] 뒤에 모델 겸 영화배우로 데뷔
- 소속사 프레임H에 입사
- 2005년 데뷔, 뮤직비디오 '은휼-붙잡고 싶어질테니까'의 단역으로 첫 출연
- 2005년 광고모델로 출연
- 2008년 OBS 일일시트콤 "오포졸"에서 활동할 때까지는 본명(박진아)으로 활동하다가 2009년 SBS 수목드라마 "카인과 아벨"에서 활동할 때부터 현재의 예명(한시윤)을 사용하게 됐다.
- 배구선수 문성민과 2015년에 결혼했다.

## 출연작

### 드라마
- 2008년 - 오포졸 (OBS) - 기생 초선 역
- 2008년 - 쾌도 홍길동 (KBS2)
- 2009년 - 카인과 아벨 (SBS) - 간호사 역
- 2010년 - 구미호:여우누이뎐 (KBS2) - 유월 역
- 2011년 - 해피앤드 101가지 부부이야기 - 아내의 주홍글씨 (채널A) - 재은 역

### 뮤직비디오
- 그룹 디셈버 - 뮤직비디오 '배운게 사랑이라서', 2010년
- 오현란 - 그때처럼 사랑할 수 있을까, 2005년

### 광고
- 2006년  진로 매화수
- 2006년  삼성생명
- 2006년  현대백화점
- 2005년 ~ 2006년 피자헛
- 2005년  신도리코
- 2005년  아침에주스
- 2005년  미스터피자